# Плезант-Гілл (округ Вілкс, Північна Кароліна)
Плезант-Гілл (англ. Pleasant Hill) — переписна місцевість (CDP) в США, в окрузі Вілкс штату Північна Кароліна. Населення — 831 особа (2020).

## Географія
Плезант-Гілл розташований за координатами 36°15′3″ пн. ш. 80°53′42″ зх. д. / 36.25083° пн. ш. 80.89500° зх. д. (36.250937, -80.894933).  За даними Бюро перепису населення США в 2010 році переписна місцевість мала площу 6,70 км², з яких 6,69 км² — суходіл та 0,00 км² — водойми.

## Демографія
Згідно з переписом 2010 року, у переписній місцевості мешкало 878 осіб у 375 домогосподарствах у складі 253 родин. Густота населення становила 131 особа/км².  Було 434 помешкання (65/км²).
Расовий склад населення:
| - 96,5 % — білих - 0,9 % — чорних або афроамериканців - 0,1 % — азіатів - 1,7 % — осіб інших рас |

До двох чи більше рас належало 0,8 %. Частка іспаномовних становила 3,4 % від усіх жителів.
За віковим діапазоном населення розподілялося таким чином: 20,5 % — особи молодші 18 років, 60,1 % — особи у віці 18—64 років, 19,4 % — особи у віці 65 років та старші. Медіана віку мешканця становила 42,9 року. На 100 осіб жіночої статі у переписній місцевості припадало 96,9 чоловіків;  на 100 жінок у віці від 18 років та старших — 94,4 чоловіків також старших 18 років.
Середній дохід на одне домашнє господарство  становив 29 503 долари США (медіана — 21 544), а середній дохід на одну сім'ю — 40 337 доларів (медіана — 27 708). За межею бідності перебувало 25,3 % осіб, у тому числі 0,0 % дітей у віці до 18 років та 35,4 % осіб у віці 65 років та старших.
Цивільне працевлаштоване населення становило 293 особи. Основні галузі зайнятості: виробництво — 19,5 %, мистецтво, розваги та відпочинок — 18,4 %, публічна адміністрація — 18,1 %.